# NGC 2388
NGC 2388 је спирална галаксија у сазвежђу Близанци која се налази на NGC листи објеката дубоког неба.
Деклинација објекта је + 33° 49' 8" а ректасцензија 7h 28m 53,5s. Привидна величина (магнитуда) објекта NGC 2388 износи 13,9 а фотографска магнитуда 14,7. NGC 2388 је још познат и под ознакама UGC 3870, MCG 6-17-10, CGCG 177-22, IRAS 07256+3355, PGC 21099.